# PGC 1990710
LEDA/PGC 1990710 (auch NGC 2944-2) ist eine Galaxie im Sternbild Löwe auf der Ekliptik. Sie ist schätzungsweise 299 Millionen Lichtjahre von der Milchstraße entfernt. Gemeinsam mit NGC 2944 und PGC 27534 bildet sie das interaktive Galaxientrio Arp 63.
Im selben Himmelsareal befinden sich u. a. die Galaxien NGC 2926 und NGC 2964.